# Maryville (Illinois)
Maryville é uma vila localizada no estado americano de Illinois, no Condado de Madison.

## Demografia
Segundo o censo americano de 2000, a sua população era de 4651 habitantes.
Em 2006, foi estimada uma população de 6906, um aumento de 2255 (48.5%).

## Geografia
De acordo com o United States Census Bureau tem uma área de
12,2 km², dos quais 12,1 km² cobertos por terra e 0,1 km² cobertos por água.

## Localidades na vizinhança
O diagrama seguinte representa as localidades num raio de 12 km ao redor de Maryville.